# ピッカピカ天然素材!
『ピッカピカ天然素材!』（ピッカピカてんねんそざい）は、1994年10月6日から1995年3月30日までTBSで放送されていたバラエティ番組である。全25回。

## 放送時間
いずれも日本標準時。
- 木曜 24:40 - 26:10 （1994年10月6日 - 1995年3月2日）
- 木曜 24:50 - 26:20 （1995年3月9日 - 1995年3月30日）

## 出演者
- 太平サブロー[1]
- 吉本印天然素材[1]
  - 雨上がり決死隊
  - FUJIWARA
  - バッファロー吾郎
  - チュパチャップス
  - へびいちご
  - ナインティナイン
- 大阪NSC12期生芸人
  - COWCOW
  - おはよう。
  - ビリジアン
  - ブラザース
  - シンドバット
  - スキヤキ
- ほか

## スタッフ
- ディレクター：林佳也
- プロデューサー：泉正隆[1]、園田憲

## コーナー
- ナイナイの3時間目
- 師匠・ピート三郎
- ピカ天コント集
- 業間時間
- 銀座7丁目劇場お笑い情報室
- AV女優とフィーリングカップル
- ホームランTV
- ほか